# Yale Bowl
Le Yale Bowl est un stade de football américain situé à New Haven, Connecticut.

## Histoire
Cette enceinte historique, qui fut inaugurée le 21 novembre 1914 pour le Yale-Harvard Game (célèbre rencontre de football américain entre les Bulldogs de Yale et le Crimson d'Harvard), a été le lieu de plus de 550 matchs des Bulldogs, deux saisons de la National Football League, et des Jeux olympiques spéciaux en 1995. Le terrain de jeu a été nommé Class of 1954 Field après les dons généreux pour soutenir à la rénovation.
Le Yale Bowl a connu des affluences de plus de 70 000 personnes à 20 reprises, dont la plus récente le 19 novembre 1983 pour le 100e match du Yale-Harvard Game. La plus grande affluence a été de 80 000 spectateurs contre Army Black Knights le 3 novembre 1923.
La conception du Yale Bowl a été proposée par Charles A. Ferry, Class of 1871, en remplacement du Yale Field (33 000 sièges), l'ancien domicile de l'équipe de football américain depuis 1884. Les travaux ont commencé en août 1913, avec 145 ouvriers de la Sperry Engineering Company of New Haven. Les portails ont été construits en premier; puis les fouilles ont commencé. Une fois que les murs de 10 mètres ont été formés pour soutenir les dernières rangées de sièges, les quelque 48 kilomètres de sièges en bois ont été mis en place. Le coût final de la construction était de $750,000 dollars. Un tableau d'affichage des scores électrique a été ajouté en 1958, et un nouveau a été installé avant la saison 2008. La nouvelle cabine de presse a été érigée en 1987.

## Galerie

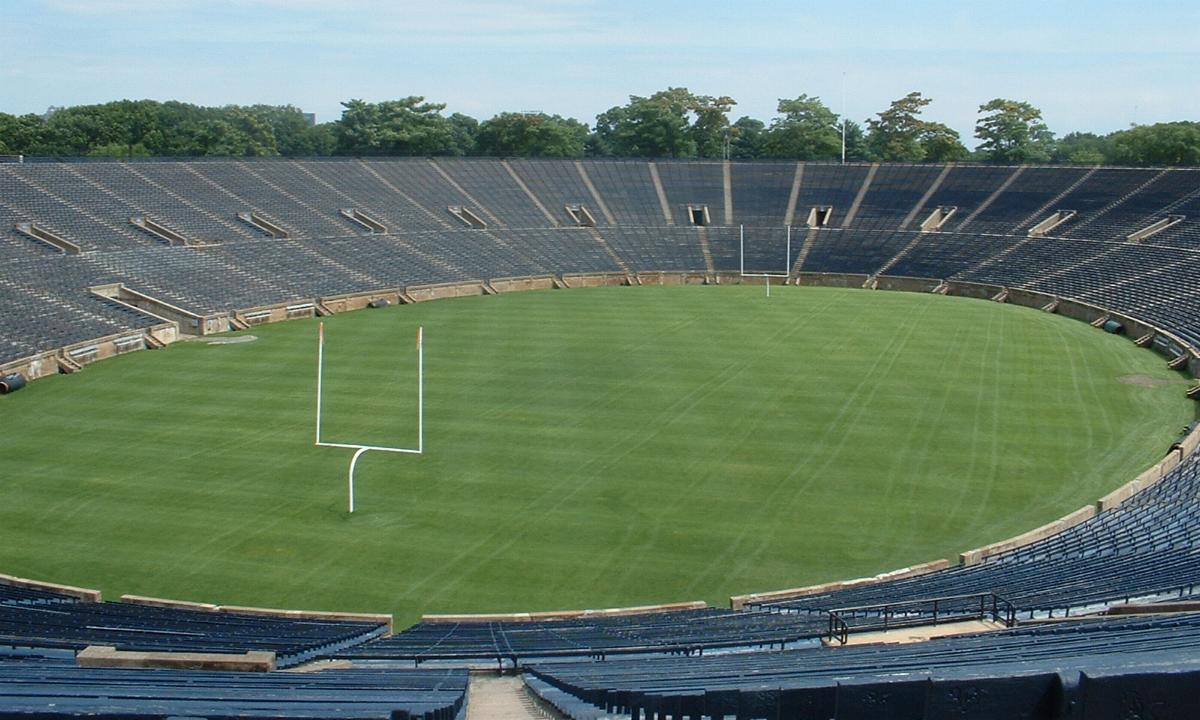
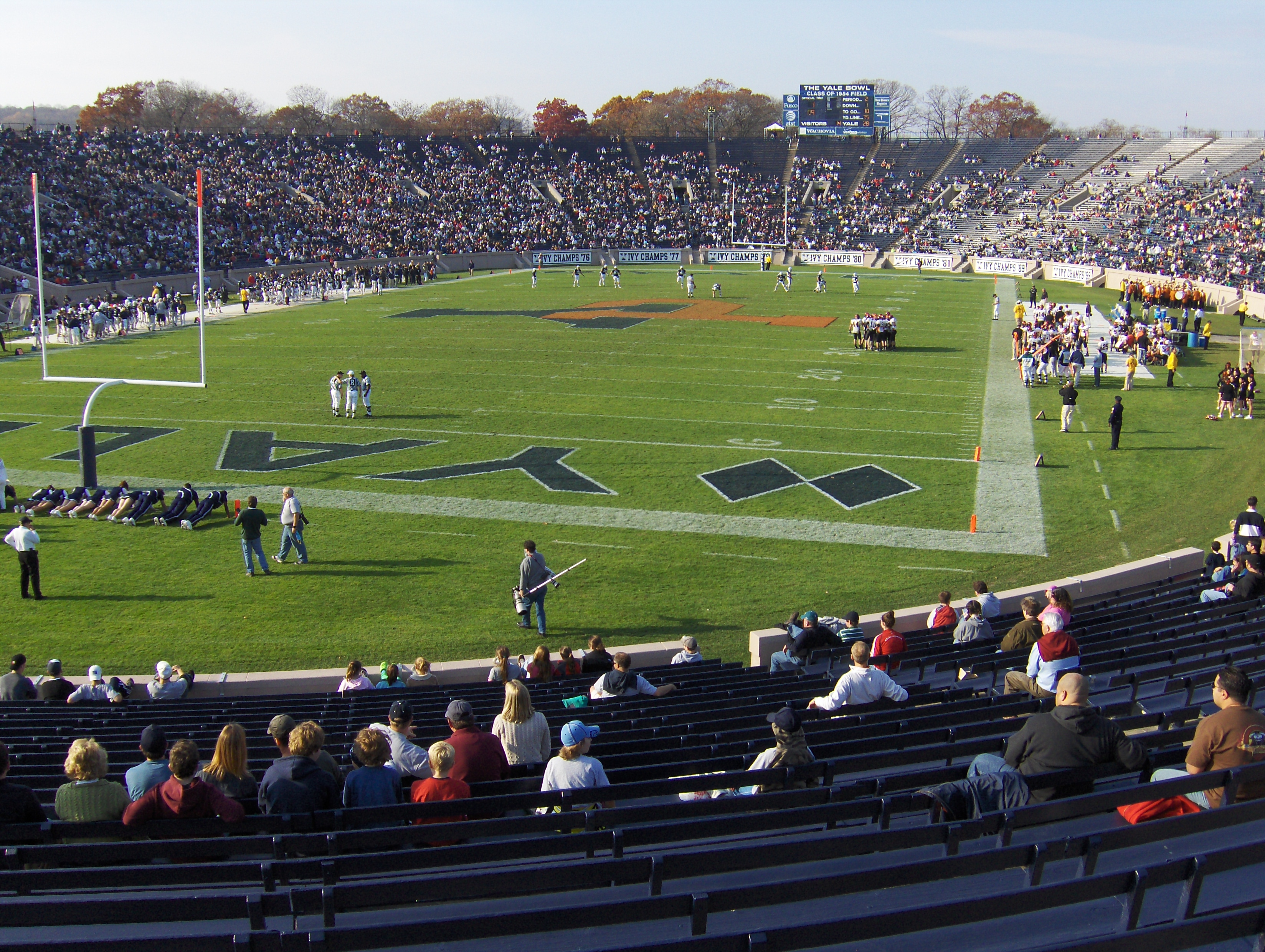
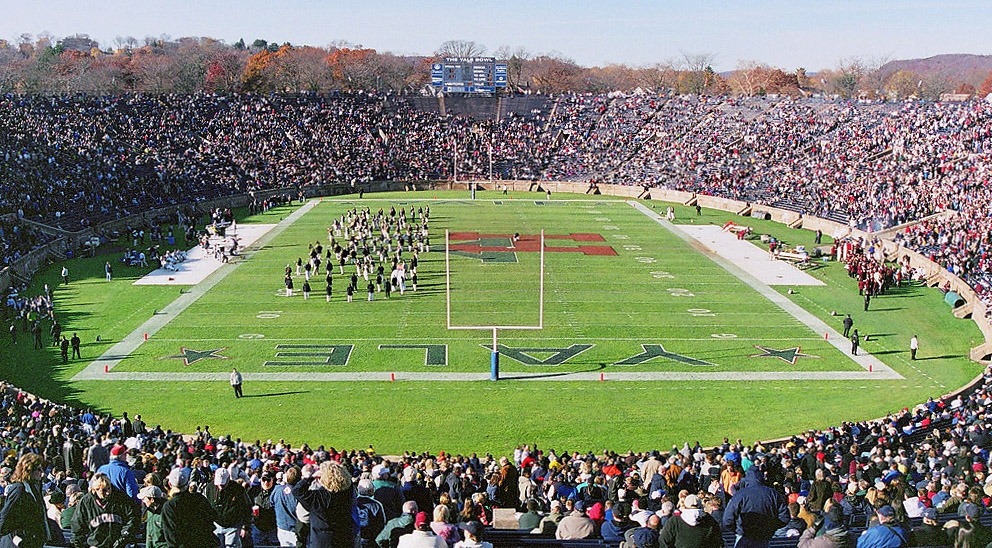
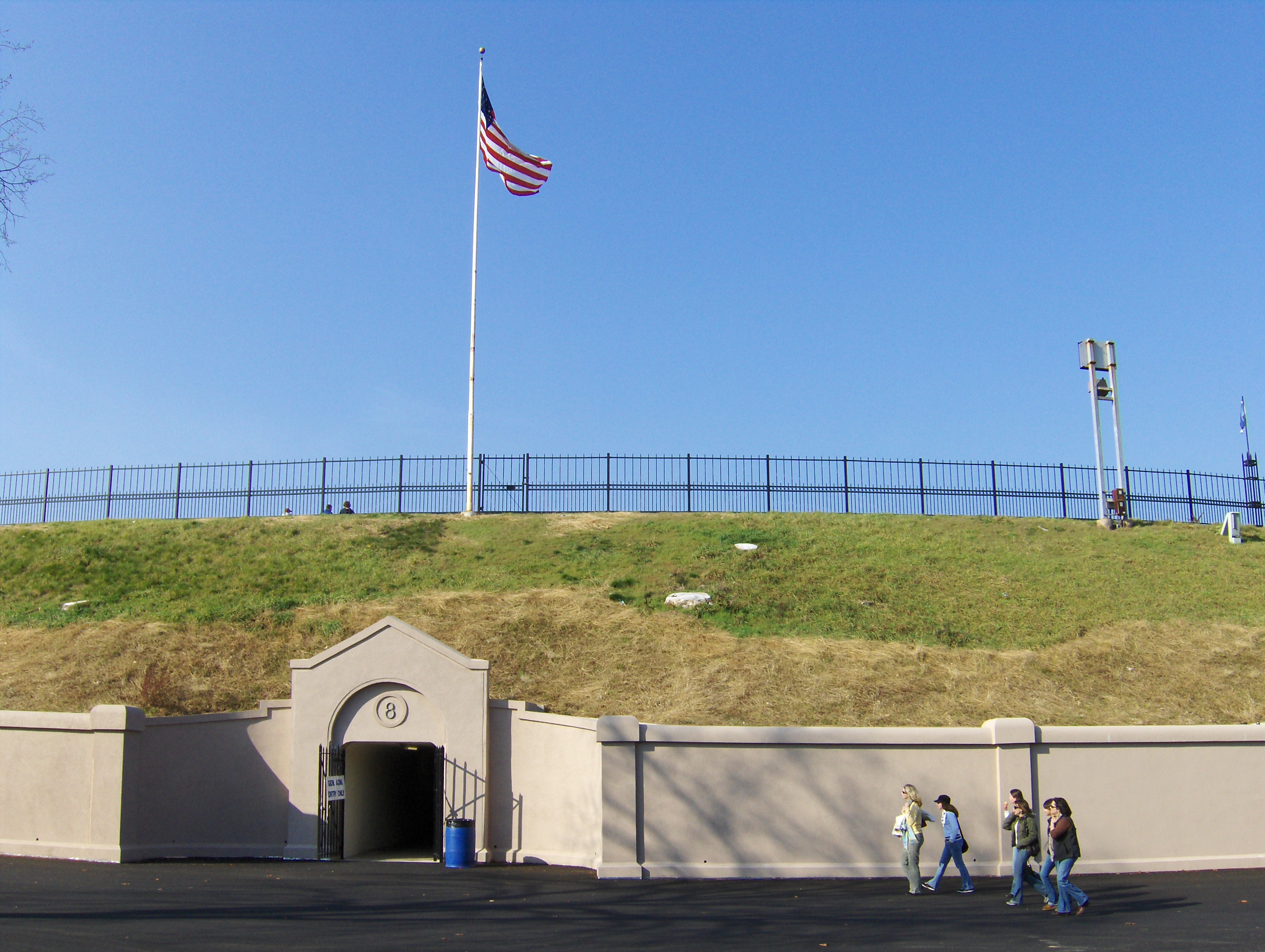

## Évènements
- Jeux olympiques spéciaux, 1995